# 奕翠園

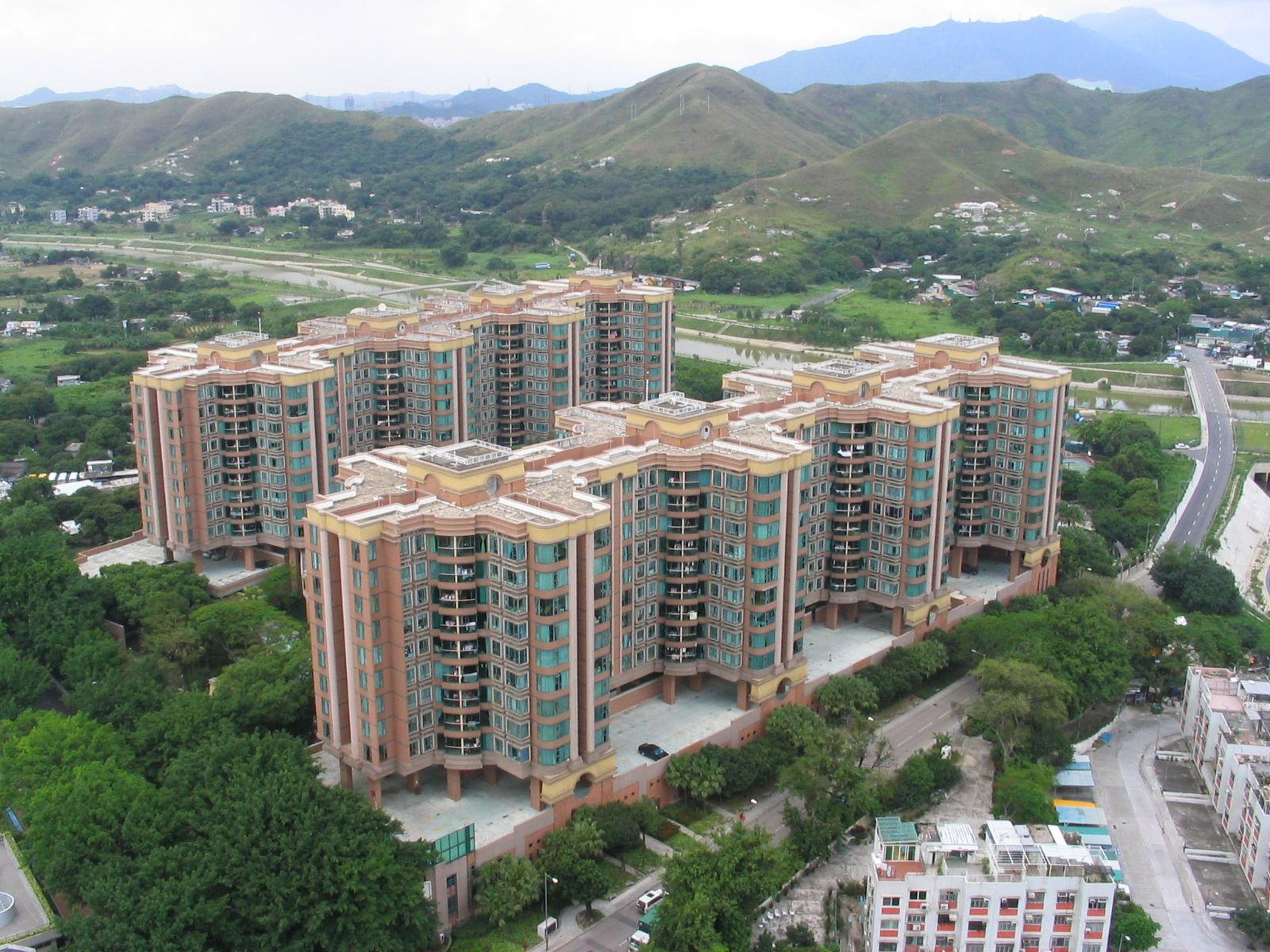
俯瞰奕翠園

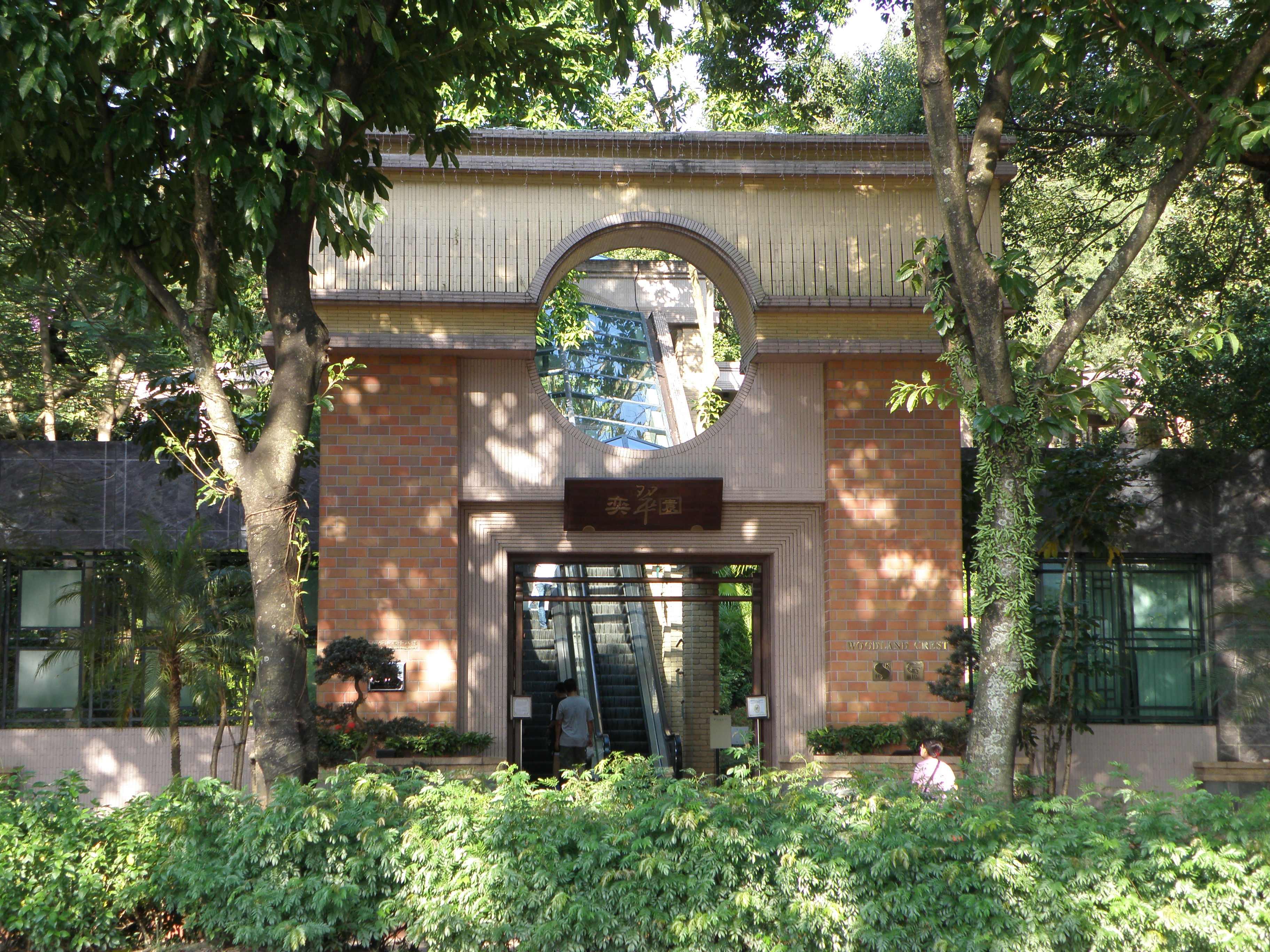
奕翠園住客入口

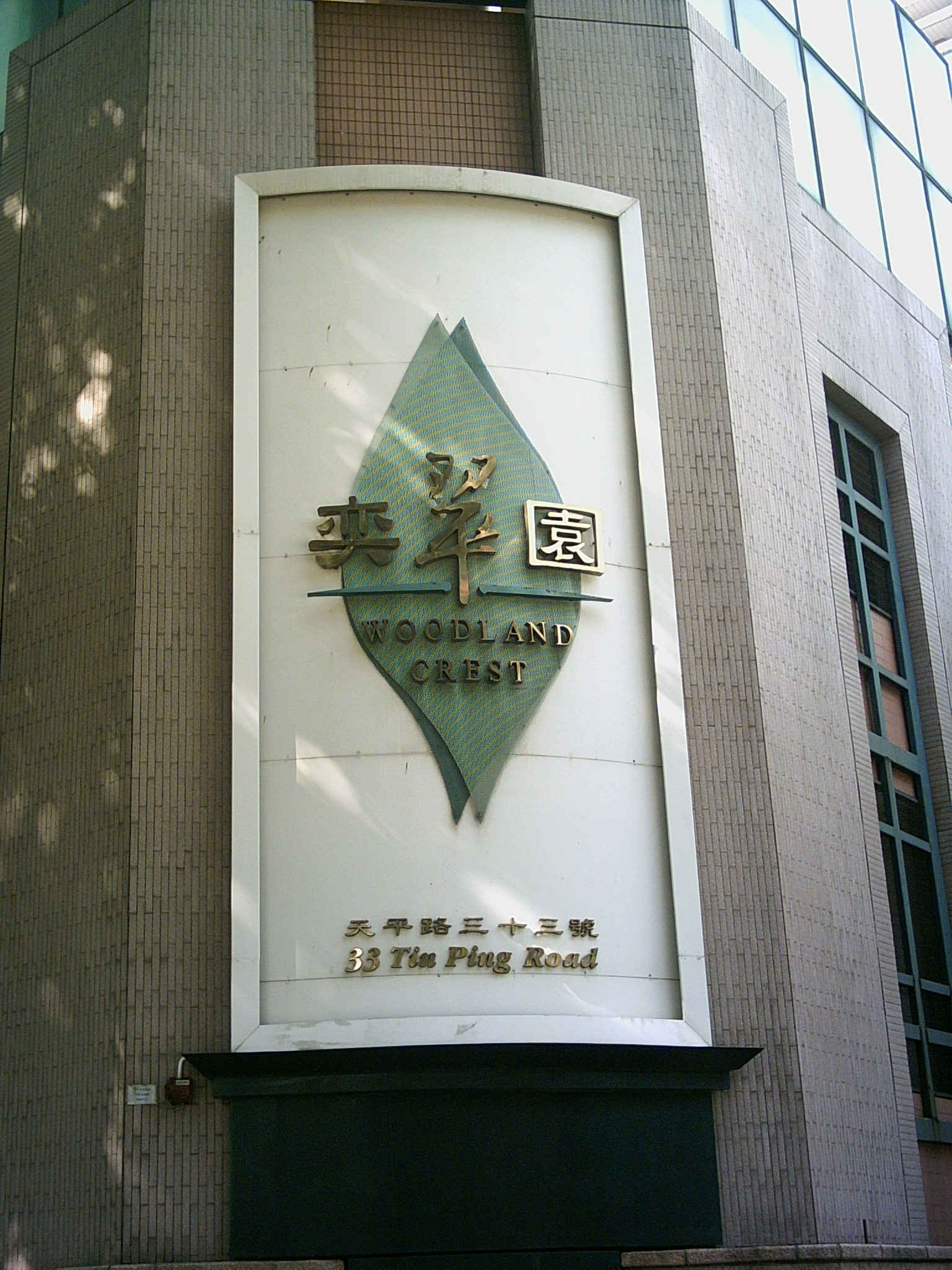
奕翠園屋苑標誌

奕翠園（英語：Woodland Crest）是香港的一個私人屋苑，座落在新界北區上水天平山雙龍城酒樓原址，清拆後由新鴻基地產所建，於1996年落成，是新鴻基地產標誌性住宅物業之一。
奕翠園於2004年曾獲香港康樂及文化事務署頒發「私人物業最佳園林大獎」金獎（高密度住宅綠化效果組別）。

## 規模
奕翠園共有8座樓宇（第1至3及5座為北翼，第6至9座為南翼），548個住宅單位，每單位建築面積為986平方呎至1660平方呎不等。車位總數則為822個。園內擁有19萬平方呎天然樹林，當中大小樹木多達千餘棵。康樂設施有住客會所、網球場、壁球室、高爾夫球練習場、游泳池、燒烤場、緩跑徑、健身室、舞蹈室等。

## 地圖連結
奕翠園

## 外部連結
- 奕翠園